# Mario de Queiroz
Mário de Queiroz Motta Júnior más conocido como Mario de Queiroz (Sao Paulo, Brasil, 13 de marzo de 1954) es un economista, abogado y exfutbolista brasileño. 
Es recordado como uno de los mejores canteranos del Palmeiras, por hacer parte del Internacional de Porto Alegre campeón invicto del Brasileirao y su paso por Millonarios FC de Colombia donde dejó un registro goleador de 0,55 en apenas un año y medio.
Debutó profesionalmente en el Palmeiras siendo dirigido por Osvaldo Brandão jugando para el club entre 1969 y 1975 con algunas ceciones en el Operário, Bonsucesso y Náutico. Para 1977 pasa al América RJ y luego al Internacional en donde se consagró campeón invicto. Posteriormente de su paso por Colombia y de recaer constantemente en una lesión de rodilla en los últimos años de su carrera jugaría en equipos de segundo nivel como el Juventus de Sao Paulo,  Bahía, Santo André y finalmente el Pinheiros (PR).
Llegó a Millonarios a inicios de 1980 con sus compatriotas José Texeira y Valdomiro Vaz Franco. Allí dispuesto 58 partidos en los que anotó 32 goles. Pese a estar feliz en el país cafetero tanto en lo deportivo como en lo personal decide reincidir su contrato de manera irrevocable (años más tarde declaró que lo hizo luego de caer en una profunda depresión tras el fallecimiento de su hijo). Gracias a su amigo Sócrates ficha a mediados de 1981 con el Corintians.

## Palmarés
- 2 Títulos del Brasileirao: 1973 con Palmeiras y 1979 con el Internacional de Porto Alegre.